# Chaetabraeus corradinii
Chaetabraeus corradinii är en skalbaggsart som först beskrevs av G. Müller 1944.  Chaetabraeus corradinii ingår i släktet Chaetabraeus och familjen stumpbaggar. Inga underarter finns listade i Catalogue of Life.